# Г-9

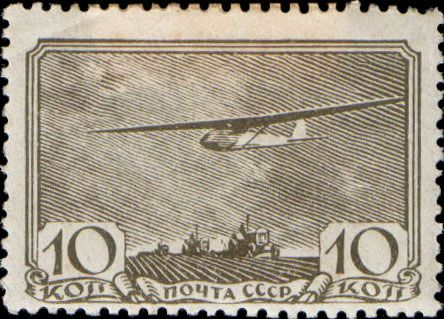
Почта СССР, 1938 г. Серия «Авиационный спорт в СССР»: планер Г-9.

Г-9 — планёр конструкции В. К. Грибовского. Построен в 1932 г. впоследствии выпускался серийно на Планерном заводе Осоавиахима и в течение ряда лет считался основным учебно-тренировочным планёром аэроклубов.  В 1936 г. серийное производство Г-9 также было начато в Турции. 6 мая 1934 г. был проведён опыт подъёма с земли планёра Г-9 пролетающим самолётом У-2. За время эксплуатации на Г-9 было установлено несколько мировых и всесоюзных рекордов.                                                                                                                                                  